# Werdingita
La werdingita és un mineral de la classe dels silicats. Rep el seu nom de Günter Werding, professor de mineralogia de l'Institut für Mineralogie de la Universitat de Ruhr, a Bochum, Alemanya.

## Característiques
La werdingita és un silicat de fórmula química Mg₂Al14Si₄B₄O37. Va ser aprovada com a espècie vàlida per l'Associació Mineralògica Internacional l'any 1988. Cristal·litza en el sistema triclínic. La seva duresa a l'escala de Mohs és 7.
Segons la classificació de Nickel-Strunz, la werdingita pertany a «09.BD: Estructures de sorosilicats (dímers); grups Si₂O₇, amb anions addicionals; cations en coordinació tetraèdrica [4] o major» juntament amb els següents minerals: bertrandita, hemimorfita, junitoïta, axinita-(Fe), axinita-(Mg), axinita-(Mn), tinzenita, vistepita i boralsilita.

## Formació i jaciments
Va ser descoberta a la granja de Bok se Puts, al districte de Gordonia, de la Petita Namaqualand, al Cap Septentrional, Sud-àfrica. També ha estat descrita al districte d'Okiep Copper, un emplaçament molt proper a la seva localitat tipus, així com a Zimbàbue, Madagascar, Austràlia, Noruega, la República Txeca i l'Antàrtida.